# الحبيبية (بغداد)
الحبيبية  وهي منطقة سكنية من أحياء شمال شرق بغداد، تابعة لقضاء الصدر الأولى، وفيها تلول الحبيبية الأثرية.

## التسمية
كانت منطقة الحبيبية مقاطعةً يملكها حبيب أبو أوانيس، فنُسبتْ إليه المنطقة التي قسّمها إلى قطع سكنية وباعها، وكان حبيب أبو أوانيس قد اشتراها من عبد الله القصّاب، من أهالي محلة الفناهرة في بغداد.

## التاريخ
نشأت المنطقة بدون شكل مخطط سنة 1959م، بالتزامن مع تأسيس منطقة الثورة.

## أقسام إدارية
والحبيبية هي الجزء الجنوبي والشرقي من الحي المسمى رسمياً «حي إشبيلية»، وأرقام محلات حي إشبيلية 513، 515، 517، 519، 521، 523، 525، التي تشمل حي الأمانة في المقاطعة رقم 3، أرقام محلات منطقة الحبيبية خارج حي إشبيلية هي 535، 537، 545، تشمل منطقة الحبيبية «مجمع الحبيبية السكني»، الذي بُنيَ في أوائل الثمانينات، لعوائل «شهداء» الحرب العراقية الإيرانية.

## عدد السكان
بلغ سكان الحبيبية 47,614 نسمة، وفقاً لتعداد عام 1997م، وبلغوا 63,069 وفقاً لتقديرات سنة 2007م، وبلغ العدد 97,586 وفقاً لتقديرات سنة 2016.

## معالم المنطقة
قال الباحث خالد خليل حمودي في مقالته (التنقيبات في تلول الحبيبية - بغداد) "عند الرجوع إلى الخرائط وشبكات الري القديمة الموجودة فيها ظهر لنا أن منطقة الحبيبية كانت قبل الإسلام حتى العصر العباسي تمرّ بها جداول ونهر يُعرف باسم طسّوج كلواذي ونهر بين، يأخذ مياهَهُ من الجانب الأيمن لنهر النهروان متجهاً نحو بلدة كلواذى حيث يصب في نهر دجلة"، وعموماً اكتشف في شرق بغداد عدة مواقع أثرية.

### تلول الحبيبية

صورة جوية تُظهر أرض مقاطعة الحبيبة في الستينات

في منطقة الحبيبية تلول أثرية، أُعلن عن أثريّتها في جريدة الوقائع العراقية، يوم 10 تشرين الأول سنة 1942، والتلول هي تلّ النص وتل الغريري، وتل أبو جبنة.

### مقبرة اليهود
قيل إن السلطان مراد الرابع، لمّا اقترب من أسوار بغداد لانتزاعها من سيطرة الدولة الصفوية، نزل متنكراً عند امرأة يهودية في المكان الذي يُسمى اليوم شارع الشيخ عمر، فضيّفته المرأة، ولمّا أراد الخروج سألها هل لك حاجة، فقالت، نعم، أرض تكون مقبرة لقومي، فأعطاها أرضاً هناك، وفي عهد عبد الكريم قاسم، شرعت الحكومة في بناء برج مكان المقبرة، وبعد انتهاء حكم عبد الكريم، أعطت الحكومة سنة 1965م إلى اليهود مقبرة بديلة في مقاطعة الحبيبية قرب مجمع الحبيبية السكني.

### جوامع الحبيبية
- جامع حليمة السعدية[9]
- جامع أويس القرني، كان جامعاً لأهل السنة، أُخذَ منهم بُعيد الاحتلال الأمريكي.[10]
- حسينية السبطين.[11]
- جامع ذو الفقار
- حسينية شمر
- جامع بقية الله
- حسينية عبدالله الرضيع

### مدارس الحبيبية
يتفاوت عدد مدارس الحبيبية في كل محلة، وأكثر بنايات المدارس قديمة، والحضور إلى المدارس متعاقب في فترة الصباح والظهر، تعاني المدارس من قلة الخدمات، كمياه الشرب، وسوء المغاسل، والإنارة والتبريد والحدائق والملاعب الرياضية.
| - مدرسة أبي تراب (أُسست سنة 1994م) - مدرسة جواد سليم - مدرسة محمد الزيدي - مدرسة الكواكب (2003م) - مدرسة القدوة الحسنة (2004م) | - مدرسة العراق الجديد (1982م) - مدرسة البصرة (2003م) - مدرسة الطالبيين (1980م) - مدرسة الرميثة (2003م) - مدرسة الخلد (2012م) | - مدرسة العدل الإلهي (2002م) - مدرسة أبو الفضل العباس (1983م) - مدرسة محمد باقر الحكيم (1981م - تبدّل اسمها بعد 2003) - مدرسة الكوفة للبنات (2003م) - إعدادية النهروان. |

## مستشفيات
- مستشفى فاطمة الزهراء.[13]

## ساحات
- ساحة الحمزة.[14]